# Baai

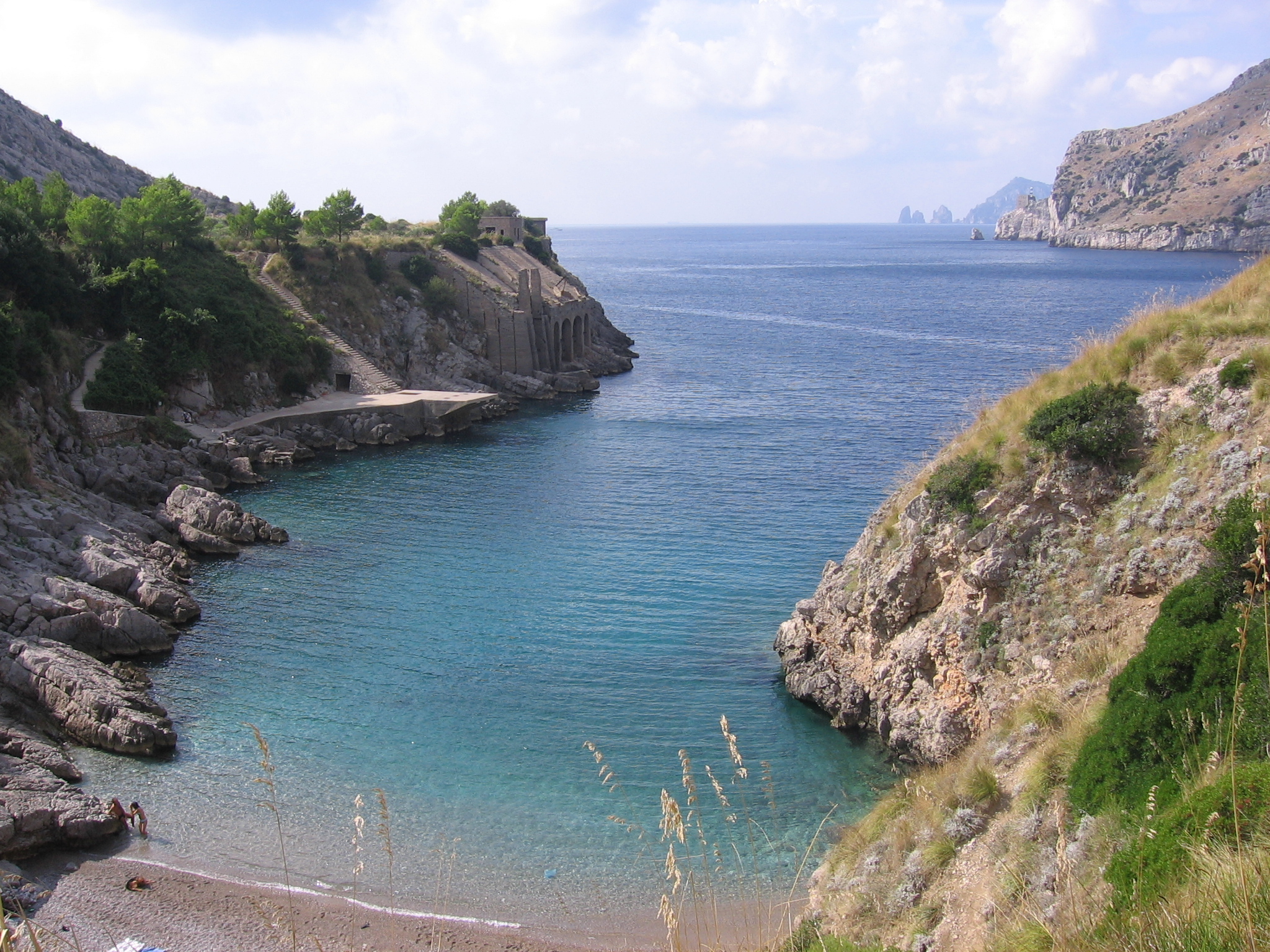
Een bocht in de Golf van Napels

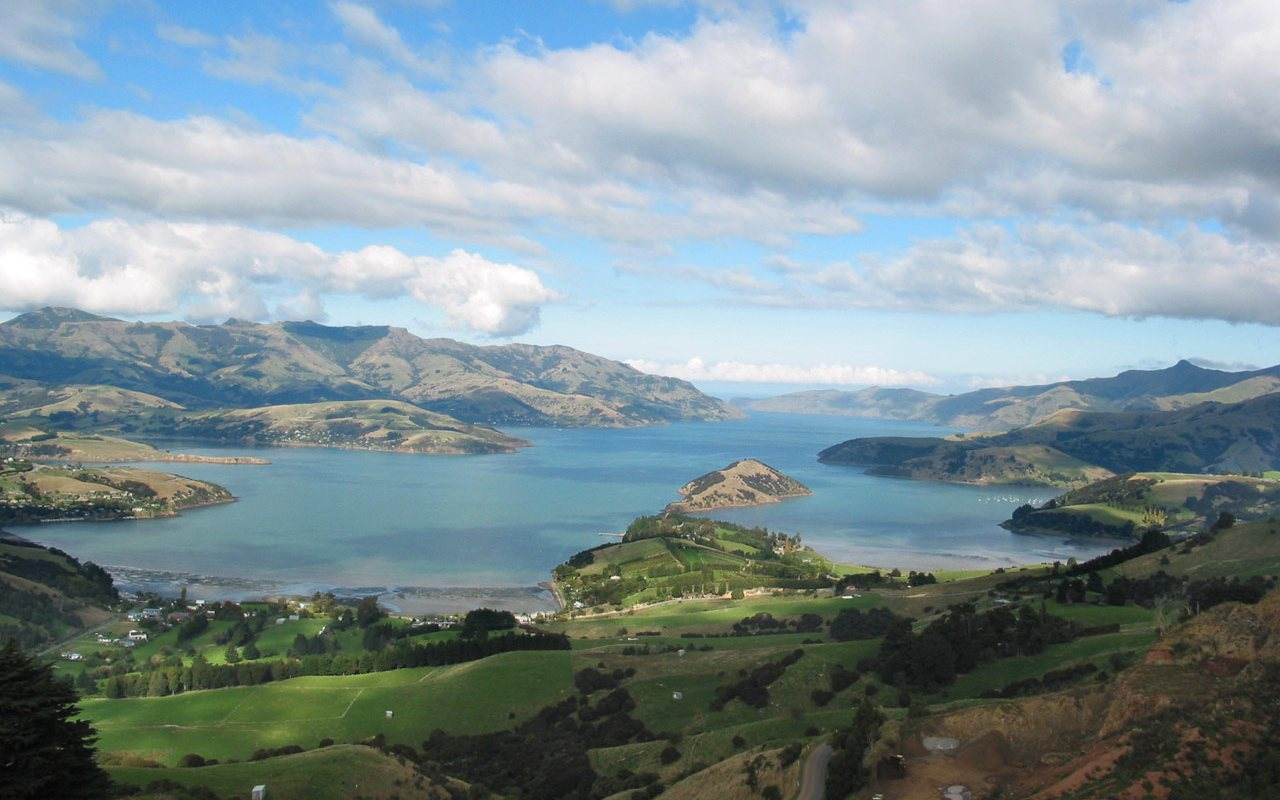
Gezicht op een van de baaien van het Banks-schiereiland aan de oostkust van het Zuidereiland van Nieuw-Zeeland

Een baai, golf of bocht is een deel van een groter oppervlaktewater, zoals een zee, oceaan, meer of andere baai, dat het land binnendringt.

## Definitie
De woorden "bocht" of "golf" worden gebruikt voor een insnijding in het land die qua oppervlakte groter is dan een baai. Een baai kan ook worden aangeduid als een kleine golf of een inham. Andersom wordt een golf ook wel als een 'wijde baai' aangeduid. Bij een bocht is de insnijding in het land vaak kleiner en oppervlakkiger dan bij een golf die zich veel dieper het land indringt. Een grotere insnijding met een kleinere monding wordt aangeduid als een zeeboezem, die zelf meerdere bochten en baaien kan bevatten. Een grote zeeboezem wordt aangeduid als een binnenzee. Een lange en relatief nauwe baai wordt een zeearm genoemd.
Een zeer kleine bocht wordt aangeduid als een inham. Een cala, ook cove (Engels) of anse (Frans) genoemd, is een inham langs een steile kust die dikwijls een nauwe toegang heeft. Wanneer een inham doordringt tot ver in het land wordt ook wel gesproken van een kreek. Het laatste woord wordt ook gebruikt als synoniem voor een rivier of een meer.
In de praktijk kan het echter vaak voorkomen dat namen door elkaar heen worden gebruikt. Ook worden bovenstaande benamingen soms voor andere zaken gebruikt. Zo is bijvoorbeeld de Golf van Oman geen 'echte' golf, maar een zeestraat.

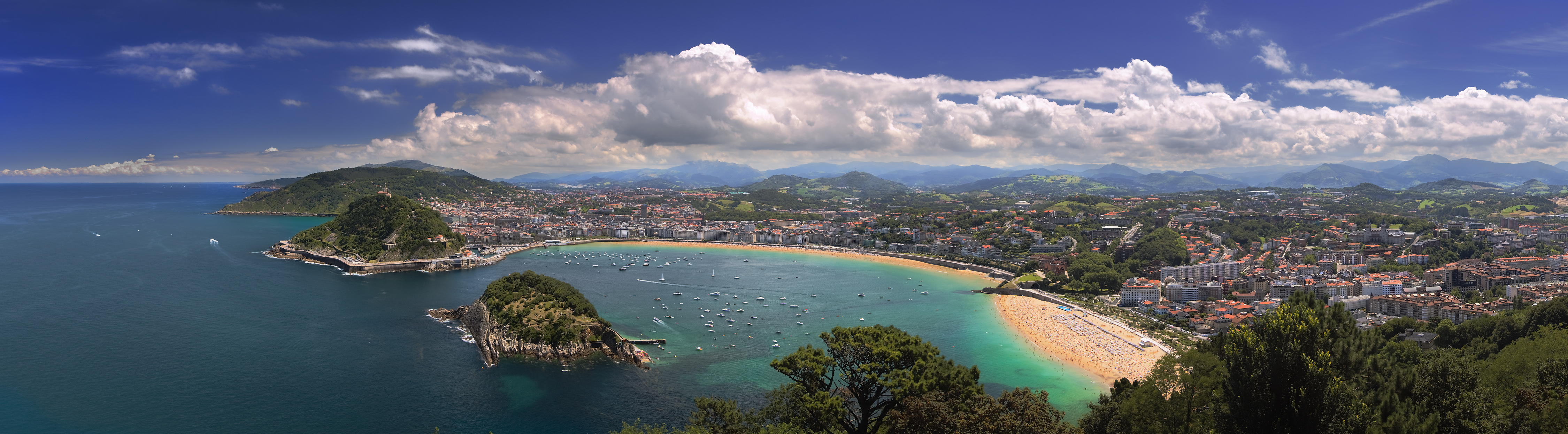
Gezicht op de kustlijn voor de Spaanse stad San Sebastian. De stad ligt aan een baai van de Golf van Biskaje.

## Zeevaart
Baaien hebben voor de zeevaart altijd een belangrijke rol gespeeld, omdat zij vaak natuurlijke havens vormen of bevatten, die beschutting bieden aan schepen wanneer zij voor anker gaan.

## Juridische positie
De basislijn bij baaien loopt volgens een rechte lijn tussen de natuurlijke toegangspunten bij laag water, mits de afstand tussen deze punten niet groter is dan 24 zeemijl. Al het water aan de landzijde van de basislijn behoort tot de binnenwateren en valt derhalve binnen de rechtsmacht van de kuststaat.

## België
In België is de Baai van Heist een 50 ha groot natuurgebied in Knokke-Heist, dat uit zowel strand, duin, slik als schor bestaat.

## Nederland
Nederland heeft enkele natuurlijke baaien zoals de Dellewalbaai in Terschelling, die tegenwoordig als passantenhaven gebruikt wordt. Bij Ameland is er de Ballumerbocht en bij Texel is er De Mok. Ook de Dollard is een natuurlijke baai (gewoonlijk als zeearm bestempeld) in het noordoosten van Nederland. Aan de overkant van de Dollard ligt de Duitse regio Oost-Friesland.
Baaien die niet meer als zodanig bestaan zijn de Zuiderzee, de Middelzee en de Lauwerszee.